# José Fernandes (ciclista)
José Carlos Prates Neves Fernandes (Santarém, 30 de outubro de 1995, é um ciclista  Português, cuja última corrida foi disputado ao serviço da W52-FC Porto.
A 4 de outubro de 2022 foi suspenso pela UCI por 3 anos devido a doping.

## Palmarés
2017
- Volta a Portugal do Futuro,[2]
- 1 Etapa Volta a Portugal do Futuro,[2]

2018
- Troféu Joaquim Agostinho